# Jeff Lederer
Jeff Lederer (* 1962) ist ein US-amerikanischer Jazzmusiker (Saxophone, Klarinette, Komposition, Arrangement).

## Leben und Wirken
Lederer arbeitete ab den 1990er-Jahren in der New Yorker Jazzszene; erste Aufnahmen entstanden 1995 mit seiner Frau, der Sängerin Mary LaRose (Cutting the Chord). In den folgenden Jahren spielte er u. a. mit Ed Palermo (Plays the Music of Frank Zappa), dem Jeff Raheb Contemporary Jazz Orchestra, Matt Wilson (Humidity, 2002), Katie Bill, Bobby Sanabria Big Band und Ted Kooshian. 2010 nahm er mit Jamie Saft, Buster Williams und Matt Wilson sein Debütalbum Sunwatcher (Jazzheads) auf. In den 2010er-Jahren arbeitete er mit Allison Miller, Chris Lightcap, Michael Musillami, Kirk Knuffke (Arms & Hands, 2015), Gary Lucas (Music from Max Fleischer Cartoons, 2015), Deric Dickens und dem Vokaltrio Duchess (Amy Cervini, Hilary Gardner, Melissa Stylianou). 2021 reaktivierte er für das Album Eightfold Path sein Quartett Sunwatcher, zu dem nun Jamie Saft, Steve Swallow und Matt Wilson gehörten. Seine Verbindung zu Arnold Schönberg (dessen Sohn Lawrence war sein Mathematiklehrer) manifestierte sich in dem von der Kritik gelobten Album Schoenberg on the Beach (2023).
Gemeinsam mit seiner Frau leitet Lederer außerdem die Band Shakers n’ Bakers, die Vision Songs der Shaker mit der Musik von Albert Ayler verbindet. Ferner spielte er in der Salsa-Band von Jimmy Bosch und im Streichquartett Brooklyn Rider. 2018 gehörte er zudem Joe Fiedlers Stunt Chicken an. Im Bereich des Jazz war er zwischen 1995 und 2019 an 38 Aufnahmesessions beteiligt, Zu hören ist er auch auf Mary LaRoses Eric-Dolphy-Hommage Out Here (2021).
Lederer unterrichtet an Public Schools New Yorks und im Jazz at Lincoln Center.

## Diskographische Hinweise
- Shakers n' Bakers: Shakers N' Bakers (Little (i) Music, 2006)
- Shakers n' Bakers: Yearning for Zion (Little (i) Music, 2008), mit Chris Lightcap, Allison Miller, Jamie Saft, Mary LaRose
- Jeff Lederer's Swing n' Dix (AG Records, 2013), mit Matt Wilson, Kirk Knuffke, Bob Stewart
- Brooklyn Blowhards (Little (i) Records), mit Petr Cancura, Kirk Knuffke, Brian Drye, Art Bailey, Matt Wilson, Allison Miller, Gary Lucas, Mary LaRose
- Honey Ear Trio [Little (i) Music 2016), mit Rene Hart, Allison Miller
- Matt Wilson: Honey and Salt: Music Inspired by the Poetry of Carl Sandburg (Palmetto, 2017)
- Shakers n’ Bakers: Heart Love: Play the Songs of Albert Ayler and Mary Maria Parks (Little (i) Music, 2018), mit Mary LaRose, Miles Griffith, Jamie Saft, Chris Lightcap, Allison Miller, Steven Bernstein, Kirk Knuffke, Joe Fiedler, Lisa Parrott
- Jeff Cosgrove, John Medeski, Jeff Lederer: History Gets Ahead of the Story (Grizzley Music, 2020)
- Eightfold Path (Little (i) Music, 2021), mit Jamie Saft, Steve Swallow, Matt Wilson
- Leap Day Trio Live at the Cafe Bohemia (2023), mit Mimi Jones, Matt Wilson
- Balls of Simplicity (Little (i) Music, 2023)
- Guilty!!! (Little (i) Music, 2024)